# 伊予鉄順拝バス
伊予鉄順拝バス（いよてつじゅんぱいバス）は、四国八十八ヶ所の巡拝を目的とした、伊予鉄グループ（旧：伊予鉄道）が主催する貸切バスツアーの通称である。当バスツアーに定まった通称はないが、記事名は『伊予鉄順拝バス五十年史』の書名に準拠する。

## 名称に用いられる「順拝」について
伊予鉄トラベルが主催する四国遍路のツアーには「順拝」という語が用いられる。一方で、順拝バス一号車の窓には「四國八十八ヶ所巡拜」の文字が掲げられている。
『伊予鉄順拝バス五十年史』によれば、伊予鉄道が四国遍路について（「巡拝」ではなく）「順拝」の表記を選択的に用いるようになったのは、1955年（昭和30年）ごろの栞やパンフレットからであるとされる。西国三十三ヶ所や阪東三十三ヶ所の観音霊場を回る行為においては、信仰対象が一仏、一尊であることから「巡礼」「巡拝」を用いる一方で、四国遍路は信仰対象が一仏や一尊に限られない上、霊場寺院との懇談において順序立った礼拝を表す「順」の字を用いることを支持する意見が出されたことから「順拝」の表記を採用しているという。
現代では「順拝」という表記は伊予鉄グループのツアーにおいて特徴的なものとなっており、他社の四国遍路ツアーではもっぱら「巡礼」「巡拝」などが用いられている。

## 沿革
- 1951年（昭和26年）1月9日 一番町・道後営業所で一般貸切旅客自動車運送事業が開始される。
- 1952年（昭和27年） 四国日野ヂーゼル販売株式会社内に伊予観光社が設立される。
- 1953年（昭和28年）4月26日 第1回の順拝バスが松山市駅を出発する。当初13泊14日を予定したが、中途で延長され14泊15日となって同年5月10日に松山に帰着。
- 1958年（昭和33年）12月3日 四国霊場会先達制度が成立し、伊予鉄道は企業としての公認先達第一号となる[1]。
- 1961年（昭和36年）3月21日 西国三十三所巡拝バス運行開始。
- 1964年（昭和39年）5月18日 阪東、秩父巡拝バス運行開始。
- 1970年（昭和45年）9月10日 株式会社伊予鉄観光社が設立され、順拝バス事業を引き継ぐ。
- 1976年（昭和51年）3月10日 四国霊場一国詣り順拝バス運行開始。
- 1978年（昭和53年）
  - 1月15日 四国霊場日曜へんろ順拝バス運行開始。
  - 12月12日 伊予十二薬師詣り運行開始。
- 1981年（昭和56年）9月22日 伊予十三仏霊場めぐり運行開始。
- 1982年（昭和57年）
  - 6月17日 株式会社伊予鉄愛媛新聞観光社が設立され、伊予鉄観光社の事業を引き継ぐ。
  - 7月 伊予鉄順拝バス30周年に伴い、祝賀会やお砂踏法要などの記念行事が開かれる。
- 1992年（平成4年）7月14日 伊予鉄順拝バス40周年に伴い、愛媛県県民文化会館で祝賀会が開かれる。
- 1993年（平成5年）1月 四国霊場平日遍路順拝バス運行開始。
- 2003年（平成15年）5月28日 高野山普賢院に伊予鉄順拝バス運行五十周年記念碑が建立される。
  - 5月 『伊予鉄順拝バス五十年史』を刊行

## 第一回順拝バス
第一回順拝バス運行の経緯は、『伊予鉄順拝バス五十年史』に詳しく書かれている。同書を参考にして、ここではその概略を記すこととする。
順拝バス運行が検討された昭和20年代の時代背景として、伊予鉄道では1951年（昭和26年）に一番町・道後の営業所で一般貸切旅客自動車運送事業を開始していたほか、子会社の四国日野ヂーゼル販売株式会社内に伊予観光社を設立していて、観光業務に進出する環境が整っていた。
四国遍路の行程はおよそ1,400キロメートルにおよび、徒歩で全行程を回った場合には約90日を要する。1920年代ごろからは四国においても交通網の整備が進み、汽船や汽車、馬車などの交通手段が遍路の移動手段としても取り入れられ、いわゆる「モダン遍路」が生じたが、それでも全行程におおよそ30日程度は要していたようである。このような状況において、貸切自動車での八十八ヶ所巡礼を発案したのが、永野浩営業係長（のちの伊予鉄道第12代社長）と橋本衛係係員であった。計画は1952年（昭和27年）に本格化し、遍路の紹介本などを基に地形図上に朱線を引いてコースの策定が行われた。ただし運行前に実際のコースを試走するといったことは行われなかった。日程は13泊14日、参加費用は1人13,600円と決定され、運行開始に備えて日野自動車のボンネットバスが新車として導入された。
募集に対しては24人の参加者が集まり、加えて運転士・添乗員の4人が乗務した。出発日の1953年（昭和28年）4月26日には伊予鉄道本社で壮行会が開かれ、この際にバスの前で参加者らが並んで撮られた記念写真が残されている。
以降の行程はおおむね以下の表に示した通りである。勿論基本的には貸切バスでの巡礼であるが、ところによっては渡し船やケーブルカーなどバス以外の交通手段も利用している。また、道路の未整備のために、バスを降りて徒歩で山を上る場面も少なくはなかった。65番三角寺では、困難な道中に参加者が音を上げ、住職の説法でなんとか旅行が継続される場面もあったという。宿泊地への到着は連日夜遅くになり、8日目は宿泊を予定していた室戸に到達できず、手前の牟岐に宿泊することとなった。9日目に相談がもたれた結果、当初の予定より1日延ばして14泊15日とすることが決定された。そして15日目の5月10日に、51番石手寺で結願となった。結願後は道後公園内の湯月荘で解散式が行われた。
第一回順拝バスの後、4か年は15泊16日で行程が組まれていたが、1957年（昭和32年）には14泊15日となり、以降順次日程が短縮され、1978年（昭和53年）以降は11泊12日となっている。

### 行程
以下は1953年（昭和28年）4月26日出発、第1回順拝バスの行程をまとめたものである。
| 日程   | 月日    | 行程 | 備考                                                               |
| ------ | ------- | --- | ------------------------------------------------------------------ |
| 1日目  | 4月26日 | 伊予鉄道本社前→52番太山寺→53番円明寺→54番延命寺→55番南光坊→56番泰山寺→57番栄福寺→58番仙遊寺→59番国分寺→61番香園寺（泊）                                                       |                                                                    |
| 2日目  | 4月27日 | 61番香園寺→62番宝寿寺→60番横峰寺→63番吉祥寺→64番前神寺→65番三角寺（泊） |                                                                    |
| 3日目  | 4月28日 | 65番三角寺→66番雲辺寺→67番大興寺→68番神恵院→69番観音寺（泊） |                                                                    |
| 4日目  | 4月29日 | 69番観音寺→70番本山寺→71番弥谷寺→72番曼荼羅寺→73番出釈迦寺→74番甲山寺→75番善通寺→76番金倉寺→77番道隆寺→78番郷照寺→79番天皇寺→80番国分寺→金刀比羅宮→旅館敷島（琴平町）（泊）   |                                                                    |
| 5日目  | 4月30日 | 旅館敷島→81番白峯寺→82番根香寺→83番一宮寺→(屋島ケーブル)→84番屋島寺→86番志度寺（泊）                                                                                          |                                                                    |
| 6日目  | 5月1日  | 86番志度寺→85番八栗寺→87番長尾寺→88番大窪寺→10番切幡寺→9番法輪寺→8番熊谷寺→7番十楽寺→6番安楽寺→5番地蔵寺→4番大日寺→3番金泉寺→2番極楽寺→1番霊山寺→宿泊所芳之館（徳島市）（泊） |                                                                    |
| 7日目  | 5月2日  | 宿泊所芳之館→11番藤井寺→17番井戸寺→16番観音寺→15番国分寺→14番常楽寺→12番焼山寺→13番大日寺→19番立江寺（泊）                                                                    |                                                                    |
| 8日目  | 5月3日  | 19番立江寺→18番恩山寺→20番鶴林寺→（那賀川の渡し舟）→21番太龍寺→22番平等寺→23番薬王寺→花屋旅館（牟岐町）                                                                       |                                                                    |
| 9日目  | 5月4日  | 花屋旅館→24番最御崎寺→25番津照寺→26番金剛頂寺→27番神峯寺→松島旅館（高知市）（泊）                                                                                             | 松島旅館到着後、行程の延長を決定する。翌日に高知観光を取り入れる。 |
| 10日目 | 5月5日  | 松島旅館→30番善楽寺→28番大日寺→29番国分寺→34番種間寺→竜河洞→桂浜→松島旅館（泊）                                                                                               |                                                                    |
| 11日目 | 5月6日  | 松島旅館→31番竹林寺→32番禅師峰寺→33番雪蹊寺→36番青龍寺→35番清瀧寺→37番岩本寺→美馬旅館（泊）                                                                                   |                                                                    |
| 12日目 | 5月7日  | 美馬旅館→高知県交通中村営業所→38番金剛福寺（泊） | 中村営業所からは高知県交通の狭幅の小型バスに乗換。                 |
| 13日目 | 5月8日  | 38番金剛福寺→高知県交通中村営業所→39番延光寺→40番観自在寺→あかつき旅館（宇和島市）（泊）                                                                                      | 中村営業所までは高知県交通車両                                     |
| 14日目 | 5月9日  | あかつき旅館→41番龍光寺→42番佛木寺→法華経峠→43番明石寺→十夜ヶ橋→渓泉亭旅館（面河渓）（泊）                                                                                    |                                                                    |
| 15日目 | 5月10日 | 渓泉亭旅館→45番岩屋寺→44番大宝寺→46番浄瑠璃寺→47番八坂寺→48番西林寺→49番浄土寺→50番繁多寺→51番石手寺→湯月荘（道後公園）                                                       |                                                                    |

## 順拝バス
伊予鉄トラベルが募集型企画旅行として順拝ツアーを企画している。原則として伊予鉄バスや伊予鉄南予バスが運行するが、伊予鉄タクシーのジャンボタクシーで運行するものもある。
主なツアーは下記のとおり。
- 四国八十八ヶ所霊場めぐり - 11泊12日程度の日程で88ヶ寺と高野山を廻る。
- 日曜遍路・土曜遍路・平日遍路 - 特定の曜日に運行する日帰りツアー。伊予鉄グループ本社ビルなど松山市中心部が主な集合場所である。1年間毎回参加すると88ヶ寺すべての霊場を廻ることができる。高野山を訪れる回のみ1泊2日の行程となる。
- 地区別遍路 - 「高浜地区」などツアー名に冠するエリアの主要地点で乗降できるのが特徴の日帰りツアー。その他の条件は日曜遍路などと同様。
- 友引遍路 - 松山市近郊の霊場の住職などが同行する日帰りツアー。
- 伊予鉄歩きへんろ - 歩き遍路を1泊2日全27回に区切って行うツアー。「松山→歩き始め地点」と「歩き終わり地点→松山」の間はバスで移動する。
- 逆打ち遍路 - 霊場の番号を逆順で廻るツアー。閏年のみ開催。
- 一国まいり - 阿波（徳島県）、土佐（高知県）、伊予（愛媛県）、讃岐（香川県）の4回に分けて行うツアー。

## 順拝バス以降の四国遍路
運行開始当時においてきわめて革新的だった伊予鉄道の順拝バスは、のちの遍路に大きな影響を与えたことが指摘されている。
第一に、伊予鉄道の順拝バスの成功に倣って、他のバス会社でも貸切バスで四国八十八ヶ所を順拝するツアーが企画されるようになった。伊予鉄道が順拝バス第一号を走らせたのと同じ1953（昭和28）年には、早速コトサンバス（現 琴参バス）（香川県）が巡拝バスを運行開始している。愛媛県下で伊予鉄道に次いだのは今治市に本社を置く瀬戸内バスで、1956年（昭和31年）に順拝バスを運行開始した。その後順拝バスの運行は四国各地のバス会社において見られるようになり、阪急交通社やクラブツーリズム、読売旅行など、四国外でも八十八ヶ所巡拝バスツアーを企画する旅行会社が多く存在している。
第二に、遍路の巡礼そのものの価値観の転換をもたらした。従来遍路において重視されてきたのは霊場を巡る道中であり、四国一周に及ぶ長い道のりを歩くという行為に内在する苦行性こそが、修行としての本質であった。しかしバス遍路では行程のほとんどをバスで移動するため、徒歩の区間はごく一部に過ぎず、相対的には「「楽の思想」に裏打ちされた遍路」（長田ほか（2003））といった性質を有している。すなわち徒歩による遍路において必然的に存在していた道中の苦行性は、バス遍路において大幅に軽減された。苦行性の代わりに重視されるようになったのが、弘法大師の霊蹟めぐりとしての側面であり、そのため四国遍路は行楽としての様相が増大したと指摘される。もっともこのことは単なる批判的材料ではなく、四国遍路が現代に生き残るための必然であったともされ、貸切バスで札所を回るという新たな巡礼形態は、巡礼行為の敷居を下げて四国遍路を大衆化することに大きく寄与したといえる。
伊予鉄道およびその関連会社は、順拝バスの運行に関連して、四国霊場会とのつながりも培われている。四国霊場会が立ち上げた先達制度では企業第一号の公認先達となったほか、真言宗の諸山からたびたび推薦状を受領している。また伊予鉄グループの伊予鉄不動産が月刊誌「へんろ」を発行しているが、これは定期的に刊行される四国遍路の情報誌として唯一のものである。